# Приезжие (фильм, 1999)
«Приезжие» (англ. The Out-of-Towners) — американская комедия, ремейк фильма 1970 года Приезжие, повествующая о супружеской паре блуждающих в незнакомом городе. Премьера состоялась 2 апреля 1999 года.

## Сюжет
Генри Кларк (Стив Мартин) отправляется вместе со своей супругой Нэнси (Голди Хоун) в Нью-Йорк на собеседование. В семейной жизни Генри проблемы, и он скрыл от жены то, что он безработный в поисках трудоустройства. Всё складывается не в пользу Кларков. Самолёт приземлился не в Нью-Йорке, а в Бостоне, они потеряли багаж и деньги. Кларков не приняли в гостиницу, и им, пережив разные приключения в незнакомом городе, пришлось ночевать под открытым небом. Генри поневоле приходится открыться Нэнси в том, что он потерял работу. Поначалу они ссорятся, но затем примиряются. События заставляет их заново задуматься о своей жизни и о будущем. В конечном счете Генри, успешно пройдя собеседование, получает работу, а Нэнси становится частью его новой творческой команды.

## В главных ролях
- Стив Мартин — Генри Кларк
- Голди Хоун — Нэнси Кларк
- Марк МакКиней — Грег
- Оливер Хадсон — Алан Кларк
- Джон Клиз — мистер Мерсо, управляющий отеля

## Саундтрек
- (Just Like) Starting Over — John Lennon
- Love Train — Louis Price and Mervyn Warren
- Isn’t It Romantic — Josie Aiello and Mervyn Warren
- That Old Black Magic — Louis Prima and Keely Smith
- Bad Girls — Donna Summer
- Aquarius (из мюзикла «Волосы») — Ronald Dyson and Company

и др.

Источник: